# Гоматропина гидробромид
Гоматропина гидробромид (Homatropini hydrobromidum) — антихолинергическое средство, тропинового эфира миндальной кислоты гидробромид.
Синонимы: Homatropinum hydrobromicum, Homatropine hydrobromide.

## Общая информация
Получается полусинтетическим путём.
Белый кристаллический порошок без запаха, легко растворим в воде (1:6), трудно — в спирте. Растворы тиндализуют в течение 1 ч при +60—65°С 5 раз или при +75—80°С 3 раза, либо готовят асептически.
По строению и фармакологическим свойствам близок к атропину; отличается от последнего меньшей активностью и менее продолжительным действием.
Применяют в виде 0,25—0,5—1 % водного раствора главным образом в офтальмологической практике в качестве средства, вызывающего расширение зрачка и паралич аккомодации. Расширение зрачка наступает быстро и проходит через 10—20 ч.
Выпускается также пролонгированный препарат — раствор гоматропина гидробромида 0,25 % с метилцеллюлозой (Solutio Homatropini hydrobromidi 0,25 % cum Methylcelluloso). Бесцветная прозрачная или слегка опалесцирующая жидкость; рН 4,0—6,0; во флаконах по 5 и 10 мл.
Rp.: Sol. Homatropini hydrobromidi 0,25 % 5 ml
D.S. Глазные капли

## Форма выпуска
- порошок
- 0,25 % раствор во флаконах по 5 мл.

## Хранение
Список А в хорошо укупоренных банках в защищённом от света месте.